# Портико е Сан Бенедето
Портико е Сан Бенедето (итал. Portico e San Benedetto) је насеље у Италији у округу Форли-Чезена, региону Емилија-Ромања.
Према процени из 2011. у насељу је живело 863 становника. Насеље се налази на надморској висини од 316 м.

## Становништво
| 1951. | 1961. | 1971. | 1981. | 1991. | 2001. | 2011. |
| ----- | ----- | ----- | ----- | ----- | ----- | ----- |
| 2.624 | 1.756 | 1.211 | 1.034 | 966   | 863   | 769   |